# Полет 015 на „Кориън Еър Лайнс“
Полет 015 на „Кориън Еър Лайнс“ е редовен пътнически полет от международното летище „Лос Анджелис“, Лос Анджелис, Калифорния, до международното летище Гимпо, Сеул, Южна Корея, с междинно кацане на международното летище „Анкъридж“, Анкъридж, Аляска, Съединени американски щати, управляван от южнокорейската национална авиокомпания „Кориън Еър Лайнс“. На 19 ноември 1980 г. самолетът „Боинг 747-2B5B“, който изпълнява полета, се разбива при опит за кацане на летище Гимпо в Сеул; при инцидента загиват 15 души от всички 226 пътници и екипаж на борда.
Пилотът докладва за проблеми с контролите малко преди самолетът да започне кацане. Товарният отсек на машината е разкъсан, след като основният колесник остава в него. „Боингът“ се приземява по „корем“ по пистата и избухва пожар, който поврежда непоправимо самолета. По време на евакуацията 6 членове на екипажа и 9 пътници са убити, а други 4 пътници са сериозно наранени. Причината за инцидента е грешка на екипажа при слаба видимост.